# Канільяс-де-Асейтуно
Канільяс-де-Асейтуно (ісп. Canillas de Aceituno) — муніципалітет в Іспанії, у складі автономної спільноти Андалусія, у провінції Малага. Населення — 2285 осіб (2010).
Муніципалітет розташований на відстані близько 400 км на південь від Мадрида, 35 км на північний схід від Малаги.

## Демографія
Динаміка населення (INE ):

## Галерея зображень

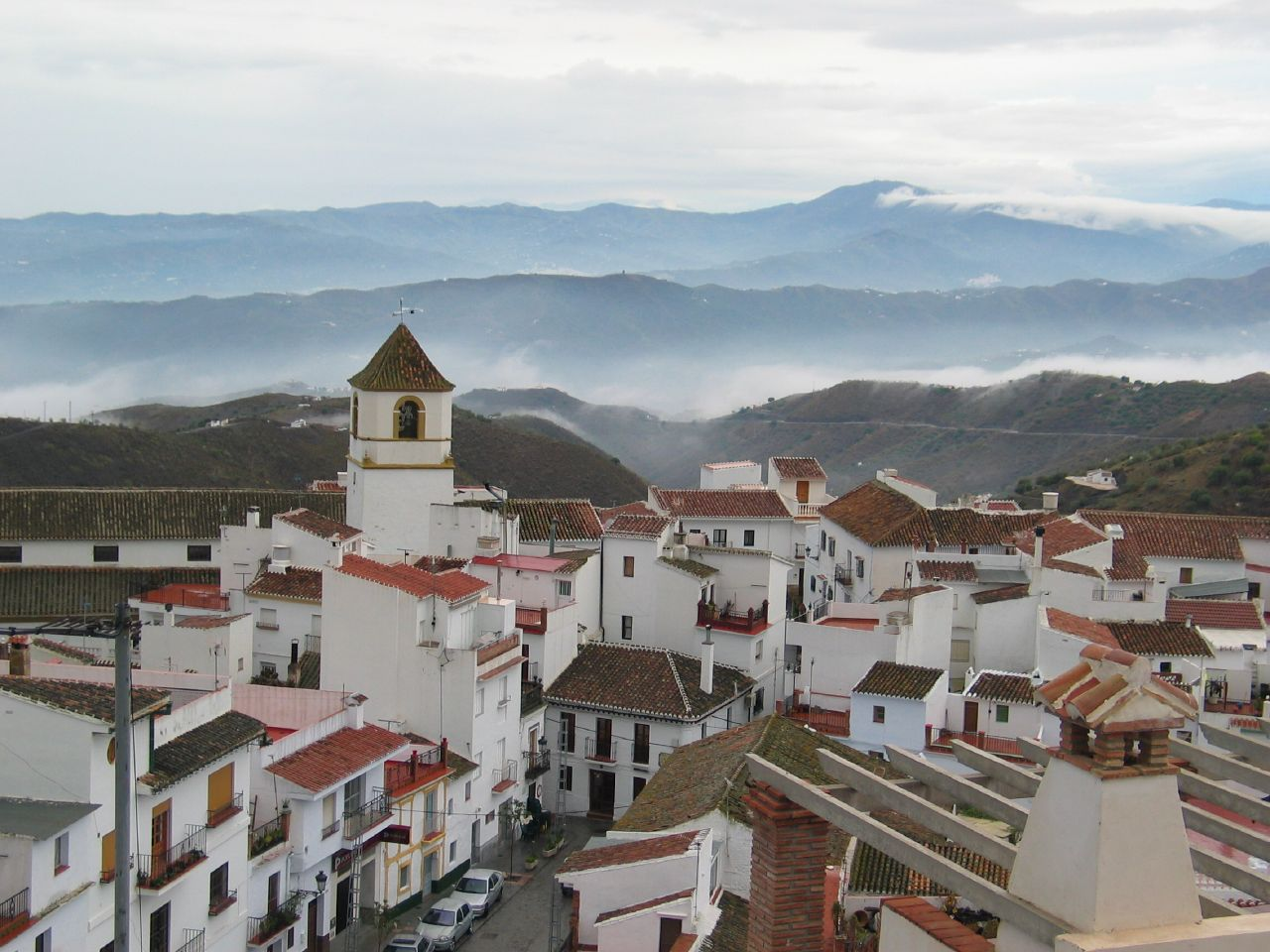
Канільяс-де-Асейтуно